# ピーボディー絵画語彙テスト
ピーボディー絵画語彙テスト（ピーボディーかいがごいテスト、英語: Peabody Picture Vocabulary Test）はアメリカ英語の語彙の量を測定するのに比較的広く使われているテストで、略称はPPVTである。測定方法は、通常テスターがある言葉を発音して（例えば「Point to a deer.」など）、受験者が各ページの４つの絵の中からひとつ（4つの動物の中から鹿）を選び、テスト時間は20分位である。  
1959年にロイド・ダン（Lloyd Dunn）とレオタ・ダン（Leota Dunn）により創始され、 1981年には改訂版PPVT-Rが出されて、1997年にはPPVT-IIIが作られている。 レオタが2001年に、続いてロイドが2006年に亡くなった後、現在PPVT-4（2007年版）は彼らの息子のダグラス・ダン（Douglas Dunn）が引き継いで続けられている。配布は、もともとPsychological Corp.を1970年に買ったHarcourtのHarcourt Assessmentへ移り、2007以降は英国に本社がある世界最大の教育図書企業であるPearson PLCの米国子会社Pearson Education/Pearson Assessmentにより行われている。 　
日本でも似た方法が開発されている。 